# Central nuclear de Almaraz
A central nuclear de Almaraz é uma central nuclear situada no município de Almaraz (Cáceres), na comarca natural Campo Arañuelo. É refrigerada pelo rio Tejo. É do tipo PWR e pertence às empresas Iberdrola, Endesa e Unión Fenosa.
Tem dois reatores: Almaraz I de 973,5 MW e Almaraz II de 982,6 MW. Produz 9% de toda a energia que se produz em Espanha  O sistema de refrigeração é de circuito aberto (para a albufeira de Arrocampo).
Começou a ser construída em 1972; o primeiro reactor começou a operar em 1981 e o segundo em 1983. Ocupa uma área de 1 683 hectares.
Segundo o Foro Nuclear, durante 2005 a unidade I gerou 7 823,32 milhões de kWh e a unidade II gerou 5 536,66 milhões de kWh.
Foi a quarta central nuclear construída em Espanha, depois da José Cabrera (Zorita), Santa María de Garoña (Burgos) e Vandellos I (Tarragona), sendo, não obstante, a primeira central de segunda geração em Espanha.

## Gestão
É operada pela sociedade Centrales Nucleares Almaraz-Trillo (CNAT), que gere também a central nuclear de Trillo, e que é composta por:
- Iberdrola (53 %)
- Endesa (36 %)
- Unión Fenosa (12 %)